# Doubletree
Doubletree by Hilton is een internationale hotel- en resortketen. Doubletree heeft meer dan 220 hotels met meer dan 55.000 kamers wereldwijd in de Verenigde Staten, Canada, Costa Rica, Peru, China, Verenigd Koninkrijk, Italië, Slowakije, Nederland, Luxemburg, Tanzania, Noorwegen en sinds 2018 in Noord-Macedonië. De meeste Doubletree by Hilton hotels zijn privé-eigendom, maar sommige zijn eigendom van en worden beheerd door Hilton Worldwide.

## Namen
Tot de Doubletree by Hilton keten behoren ook Doubletree by Hilton Guest Suites, Doubletree by Hilton Club en Doubletree by Hilton Resort. Buiten de Verenigde Staten heten alle hotels Doubletree by Hilton.

## Geschiedenis

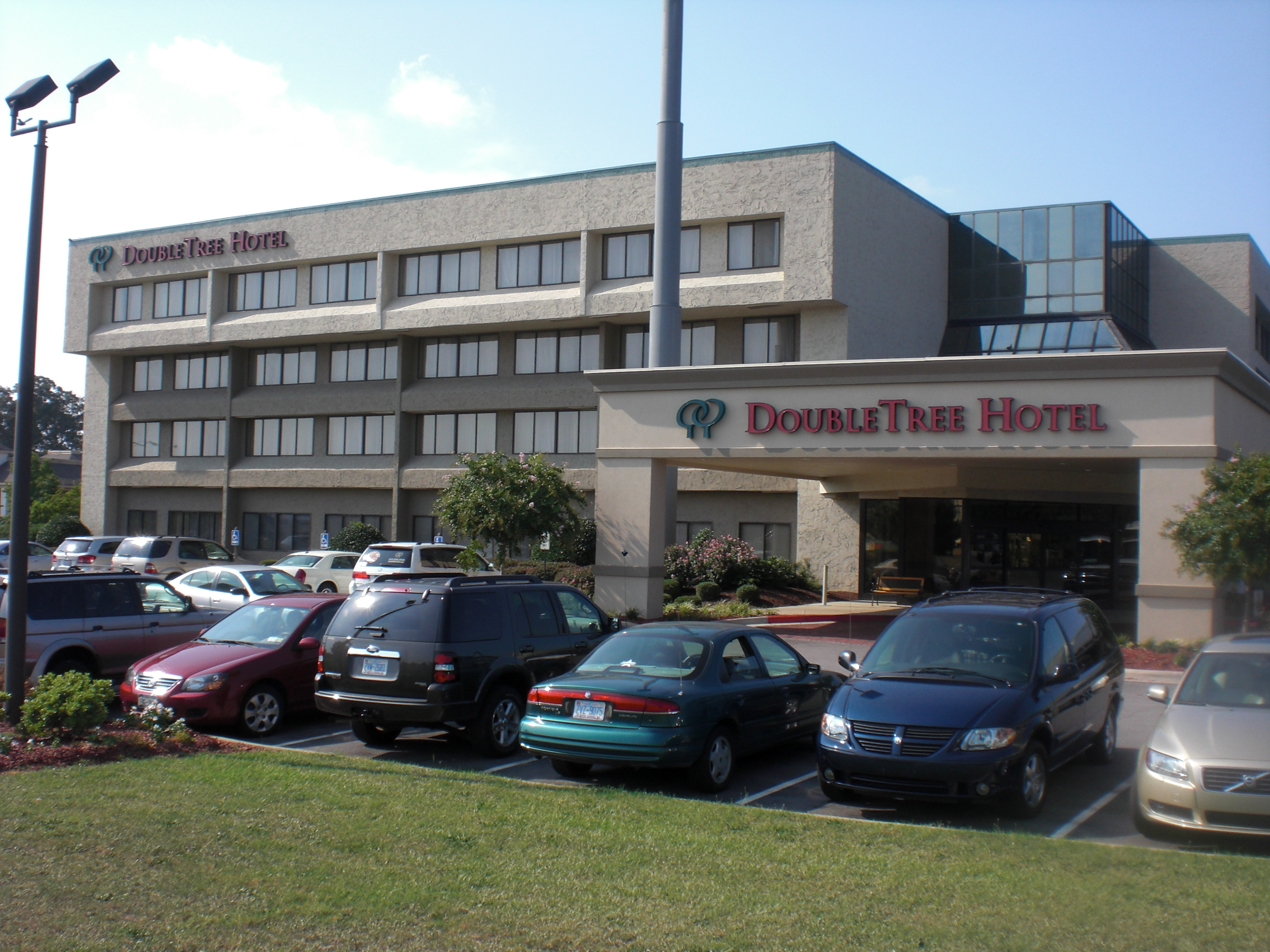
Doubletree in Fayetteville (North Carolina)

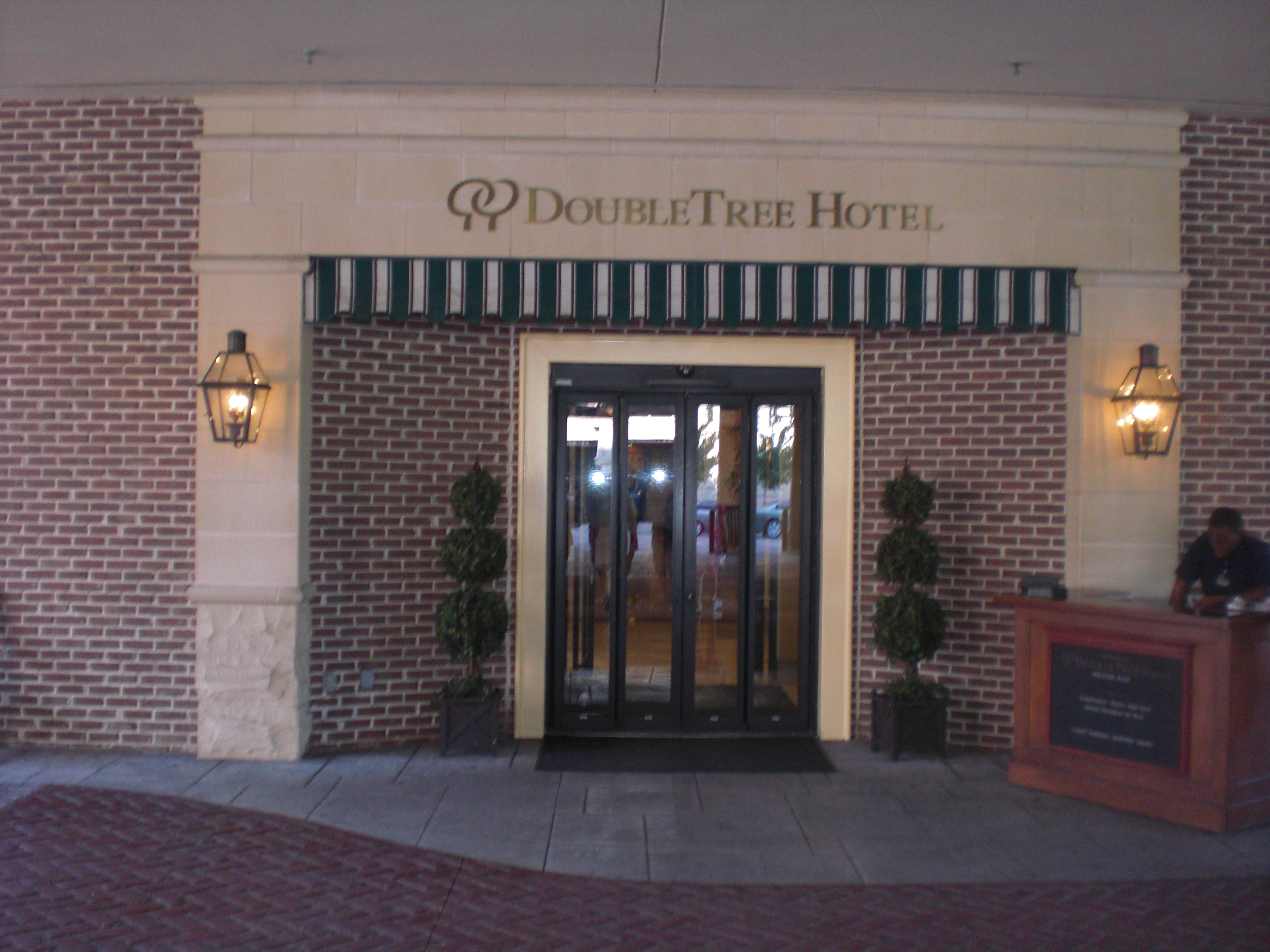
Doubletree in Savannah (Georgia)

- Het eerste Doubletree by Hilton hotel opende in Scottsdale, Arizona in 1969. Dit hotel is tegenwoordig een Days Inn
- Het tweede Doubletree-hotel opende in Tucson, Arizona in 1974 en is nog steeds in bedrijf.
- In de jaren 80 werden de Chocolate Chip Cookies geïntroduceerd.
- In 1994 werd de Doubletree Corporation geformeerd, na de fusie tussen Doubletree Hotels en Guest Quarters Suites Hotels
- In 1995 opende het eerste Latijns-Amerikaanse Doubletree-hotel, het El Pardo Hotel in Lima, Peru
- In 1996 fuseerde de Doubletree Corporation met Red Lion Hotels.
- In 1997 fuseerde de Doubletree Corporation met de Promus Hotel Corporation.
- In 1999 kocht de Hilton Hotels Corporation de Promus Hotel Corporation op.
- In 2006 gebruikte Doubletree Hotels Dinah Washingtons "Relax Max" in een van hun commercials.[1]
- In april 2008 opende her eerste Europese Doubletree-hotel, het Doubletree by Hilton Cambridge in Cambridge, Verenigd Koninkrijk.
- In juli 2008 opende het eerste Aziatische Doubletree hotel, het Doubletree by Hilton Bejing in Beijing, China.
- In de zomer van 2008 opende het eerste Doubletree hotel in de Caribbean, het Doubletree by Hilton San Juan in San Juan, Puerto Rico.
- In november 2009 opende de eerste twee Afrikaanse Doubletree hotel, in Dar es Salaam en Zanzibar, Tanzania.
- In 2010 opende het eerste Doubletree-hotel in Zuidoost-Azië, in Kuala Lumpur, Maleisië.
- In 2011 opende het eerste Doubletree-hotel in Amsterdam. Doubletree by Hilton Amsterdam Centraal Station.
- In 2024 opende Doubletree by Hilton aan de Leuvehave in Rotterdam met uitzicht op de Erasmusbrug.

Hilton Honors